# Hilario Ziálcita
Hilario Ziálcita y Legarda (Filipinas, 1913-2011) fue un doctor especializado en radiología y escritor filipino en lengua española, miembro de la Academia Filipina de la Lengua Española. Era descendiente de Agapito Zialcita, uno de los firmantes de la declaración de independencia de Filipinas.
Su hijo, Fernando Ziálcita, es un prestigioso antropólogo, profesor de la Universidad Ateneo de Manila y experto en historia y cultura de Filipinas.
Siempre fue un defensor de la hispanidad de su país y del idioma español en Filipinas.

## Obras literarias
- 2004: La Nao de Manila y demás poesías[5][6]